# Туркуши
Туркуши (рос. Туркуши) — село в Росії у складі Ардатовського району Нижньогородської області. Входить до складу Саконської сільської ради.

## Населення
| 1999 | 2002 | 2010 |
| ---- | ---- | ---- |
| 598  | ↗619 | ↘618 |